# Dorcasomus urundiensis
Dorcasomus urundiensis är en skalbaggsart som beskrevs av Reé Michel Quentin och Jean François Villiers 1970. Dorcasomus urundiensis ingår i släktet Dorcasomus och familjen långhorningar.
Artens utbredningsområde är Burundi. Inga underarter finns listade i Catalogue of Life.